# Waaierdans

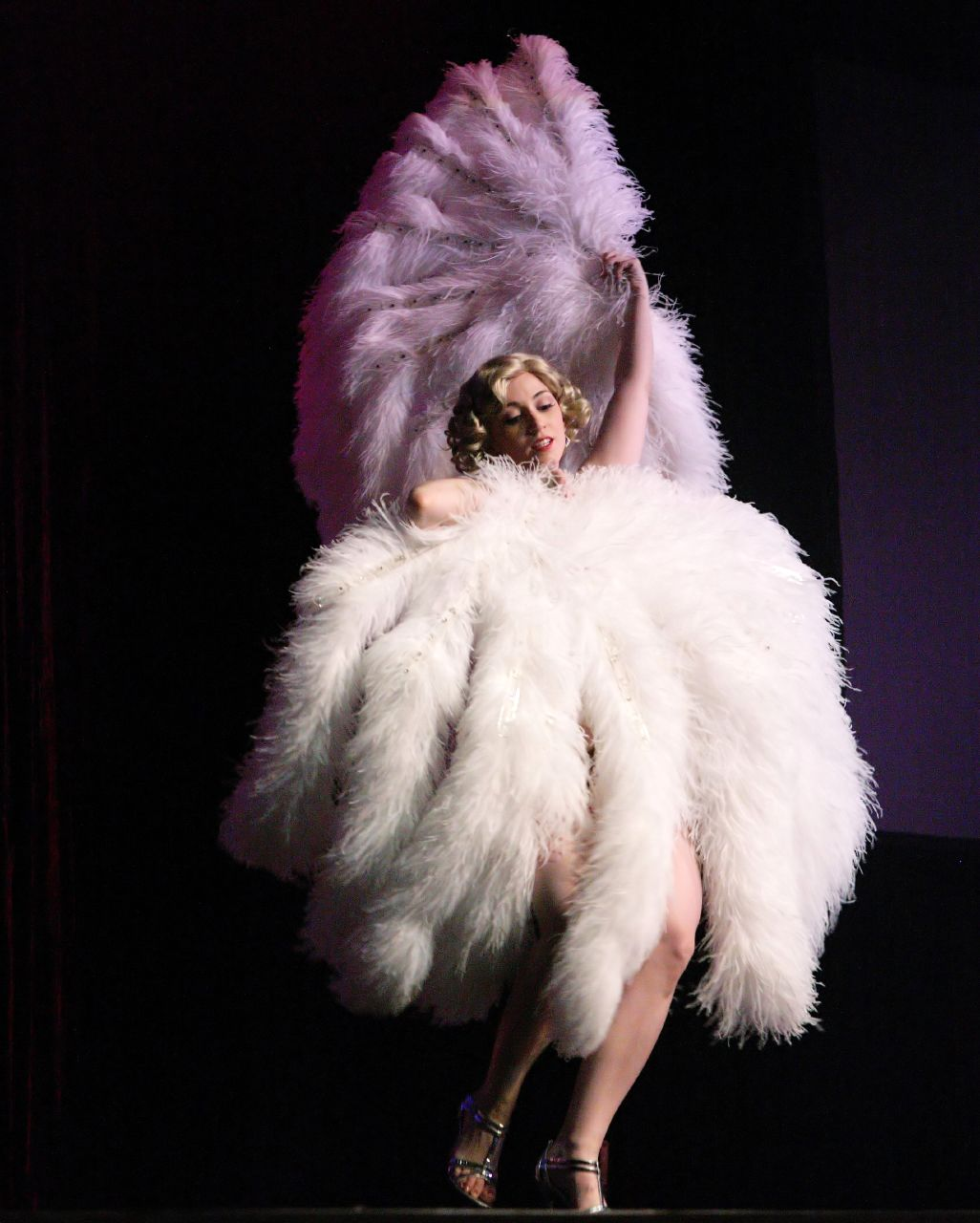
Michelle L'amour voert een waaierdans op tijdens de Miss Exotic World Pageant, 2007.

Een waaierdans is een dans die wordt uitgevoerd met behulp van één of meer waaiers. Deze dansvorm wordt in verschillende landen uitgevoerd, en kan per land wat verschillen. Een bekend voorbeeld is de Koreaanse waaierdans, die geëvolueerd is vanuit dansen aan het hof tijdens de Joseon-periode. Tegenwoordig is deze traditionele dansvorm nog steeds populair in Korea. Ook in Spaanse en Portugese flamenco kunnen waaiers worden gebruikt. Een dansvorm die zeer verschilt van de vormen hierboven is de waaierdans die in het westen van Alaska populair is bij de traditionele Yu'pik-cultuur.
In het westen van Amerika is de waaierdans vaak een erotisch schouwspel, dat veelal door vrouwen wordt uitgevoerd. De danser danst met twee zeer grote waaiers (vaak van struisvogelveren), terwijl hij of zij naakt is of naakt lijkt. De opvoering draait om suggestie van het laten zien van de naaktheid. Het doel kan erotische opwinding zijn, maar kan ook geheel draaien om de schoonheid van de dans en de getalenteerdheid van de danser.
In de jaren 30 werd Sally Rand populair met haar opvoeringen. Zij bleef tot aan haar 70ste levensjaar dansen met de waaiers.
In de jaren 60 werden homoseksuele mannen geïnspireerd door de klassieke vormen van waaierdansen. Hun variaties worden ook wel fanning of fan spinning genoemd.

## Trivia
In het Verenigd Koninkrijk werd de waaierdans gebruikt in de Miss Nude UK 2000-competitie.

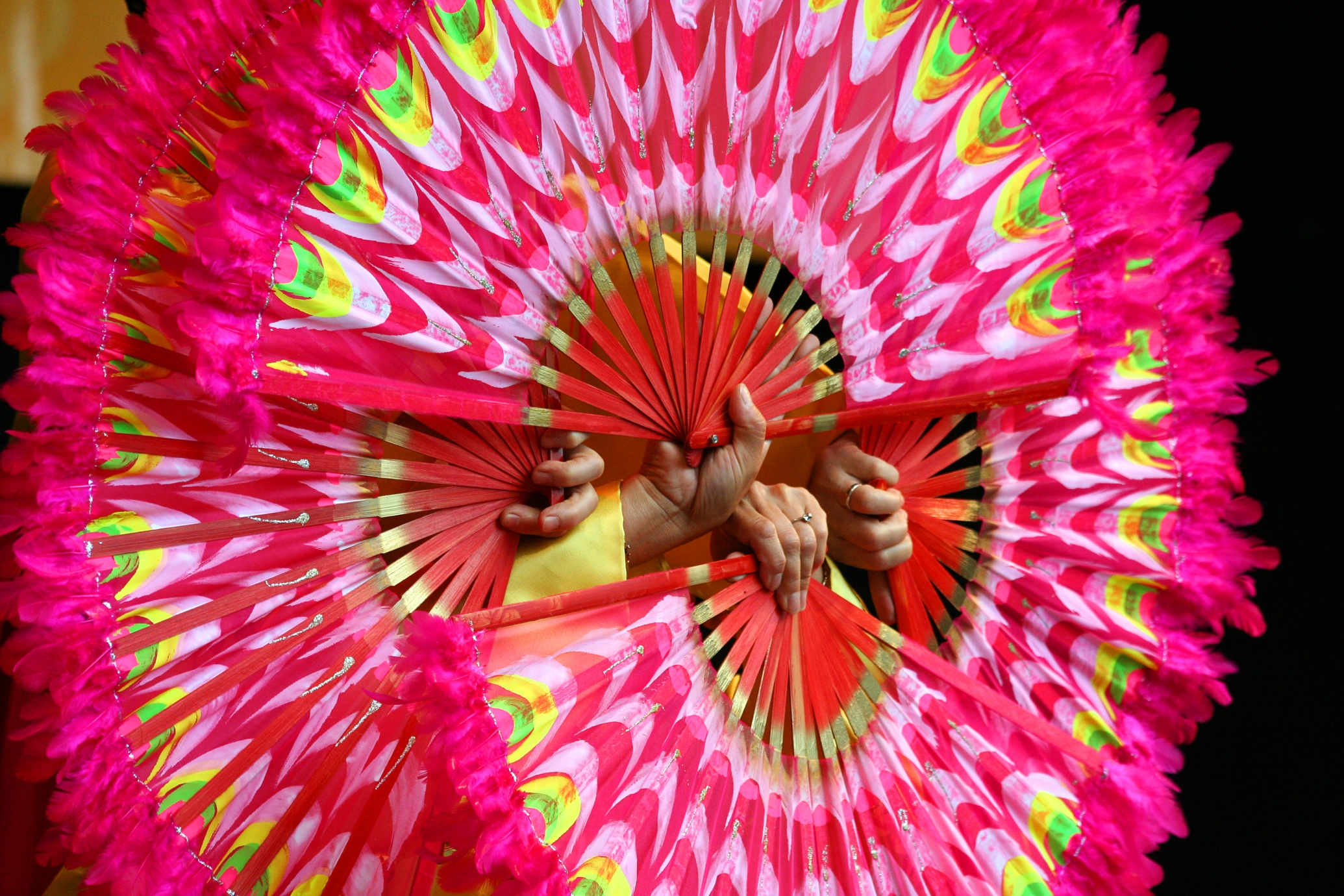
Aziatische waaierdans